# تروز
شهر تروز (به فرانسوی: Trooz) در شهرستان لیئژ در استان لیئژ در منطقه فدرال والوون در کشور بلژیک واقع شده‌است.